# Anastasia (Musikprojekt)
Anastasia war ein kurzlebiges Trance-Projekt, bestehend aus den drei Produzenten Martin Eyerer, Oliver Laib und Walter Ercolino. Das Projekt erreichte Bekanntheit durch einen Trance-Remix des Hits Join Me (in Death) von der finnischen Dark-Rock-Band HIM.

## Geschichte
Die erste Veröffentlichung des Trance-Projekts war 1998 eine selbstbetitelte Single über das Label Stereophonic (BMG). 1999 folgte Fly to the Sky zusammen mit dem Trance/Hardtrance-Duo DuMonde um Jürgen Mutschall (alias DJ JamX) und Dominik de Leon (alias DJ De Leon). Dabei handelte es sich um eine Coverversion des Songs des Filmkomponisten Trevor Jones aus dem Film Der letzte Mohikaner.
2000 schließlich erschien ihre letzte gemeinsame Single Join Me, die auf dem gleichnamigen Song von HIM beruht. Der Song erreichte Platz 86 der deutschen Charts.

## Diskografie
- 1998: Anastasia (Stereophonic/BMG)
- 1999: Fly to the Sky (vs. DuMonde, Stereophonic/BMG)
- 2000: Join Me (Stereophonic/BMG)